# Cúpula de Neve dos Écrins
Cúpula de Neige des Écrins (em francês:  Dôme de Neige des Écrins) é um cume que atinge os 4015 m de altitude, situado ao pé da Barra dos Écrins, e como o seu nome indica, no Maciço des Écrins, na região francesa de Ródano-Alpes.

## Ascensão
Corrida glaciar sem dificuldade particular, se se excluir a Rimaya cumital, é sem dúvida o cume dos Alpes com mais de 4000 m mais fácil.
O Glaciar Branco é considerado uma paisagem de grande beleza a partir do Refúgio dos Écrins que se encontra a 3170 m de altitude e necessita 3 a 4 horas de marcha.